# Manuel Antonio
Manuel André Antonio (ur. 3 listopada 1988 w Luandzie) – angolski lekkoatleta specjalizujący się w biegach średniodystansowych.
Olimpijczyk z Londynu (2012). Z rywalizacji na igrzyskach odpadł na etapie eliminacji biegu na 800 metrów. Uczestnik mistrzostw świata (2013), mistrzostw Afryki (2010), igrzysk afrykańskich (2011) oraz mistrzostw ibero-amerykańskich (2012).

## Rezultaty
| Rok  | Impreza                        | Miejsce      | Konkurencja        | Pozycja     | Wynik   |
| ---- | ------------------------------ | ------------ | ------------------ | ----------- | ------- |
| 2010 | Mistrzostwa Afryki             | Nairobi      | bieg na 1500 m     | eliminacje  | 3:55,07 |
| 2010 | Mistrzostwa Afryki             | Nairobi      | sztafeta 4 × 400 m | eliminacje  | 3:26,47 |
| 2011 | Igrzyska afrykańskie           | Maputo       | bieg na 800 m      | eliminacje  | 1:53,90 |
| 2012 | Mistrzostwa ibero-amerykańskie | Barquisimeto | bieg na 800 m      | 6. miejsce  | 1:50,45 |
| 2012 | Mistrzostwa ibero-amerykańskie | Barquisimeto | bieg na 1500 m     | 10. miejsce | 3:54,17 |
| 2012 | Igrzyska olimpijskie           | Londyn       | bieg na 800 m      | eliminacje  | 1:52,54 |
| 2013 | Mistrzostwa świata             | Moskwa       | bieg na 800 m      | eliminacje  | 1:57,40 |

## Rekordy życiowe
- bieg na 800 metrów – 1:50,44 (7 kwietnia 2013, Paryż)
- bieg na 1500 metrów – 3:52,07 (23 listopada 2012, Bauru)